# Matsudaira Narisawa
Matsudaira Narisawa est un nom japonais traditionnel ; le nom de famille (ou le nom d'école), Matsudaira, précède donc le prénom (ou le nom d'artiste).
Matsudaira Narisawa (松平 斉善), 31 octobre 1820 - 15 septembre 1838, est un fudai daimyo de l'époque d'Edo à la tête du domaine de Fukui dans la province d'Echizen.
Narisawa est un des fils de Tokugawa Ienari. Lorsque Matsudaira Narutsugu meurt sans héritier, le shogun désigne son fils pour diriger le domaine.

## Source de la traduction
- (en) Cet article est partiellement ou en totalité issu de l’article de Wikipédia en anglais intitulé « Matsudaira Narisawa » (voir la liste des auteurs).